# Солтон-Сары
Золоторудное месторождение Солтон-Сары (кирг. Солтон-Сары алтын кени) — расположено на северном склоне Капка-Ташского хребта, на высоте 3300-3650 м над уровнем моря.
Месторождение состоит из 3 участков — Бучук, Ак-Таш, Алтын-Тор.
Пласт месторождения состоит из кембрийских известняковых и сланцевых отложений, ордовикских вулканических осадков, и, «прошит» дайками из карбоно-пермских сиенит-порфира и ортофира.
Скопления руды отмечены в отложениях, лежащих на пересечении тектонических разломов, тянущиеся в северо-западном направлении и даек, проходящих сквозь ордовикские туфогенные слои.
Орудененные жилы в мелких штокверках относятся к золото-сульфидно-кварцевой формации.
Основные минералы руды: пирит, бесцветная руда, халькопирит, сфалерит, галенит, электрум, арсенопирит, золото.
Среднее содержание золота в руде 0,6 г/тонну.
Запасы руды 1049 тыс. тонн, золота 6,3 тонн. Согласно данным ОАО «Кыргызалтын» прогнозные запасы золота на месторождении составляют около 20 тонн.
Месторождение открыто в 1940 году. В 1950—1968 и 1992 годах проводились геолого-разведочные работы. Добыча велась в 1995—1997 годах на участке Алтын-Тор. В 1997 году добыча прекращена, а участок законсервирован. Добыча возобновлена с 2003 года.